# Hydata oxytona
Hydata oxytona là một loài bướm đêm trong họ Geometridae.